# BMW i8
BMW i8는 BMW에서 개발한 플러그인 하이브리드 스포츠카이다. I8는 BMW의 전기화된 차량의 일부였으며 BMW i 하위 브랜드로 판매되었다. 양산형은 2013년 프랑크푸르트 모터쇼에서 공개되었으며 2014년 6월 독일에서 출시되었다. 미국의 소매 고객에 대한 배송은 2014년 8월에 시작되었다. 로드스터 변형은 2018년 5월에 출시되었으며 2020년 6월에 생산을 종료하였다.

## 변형 차종

### BMW i8 로드스터

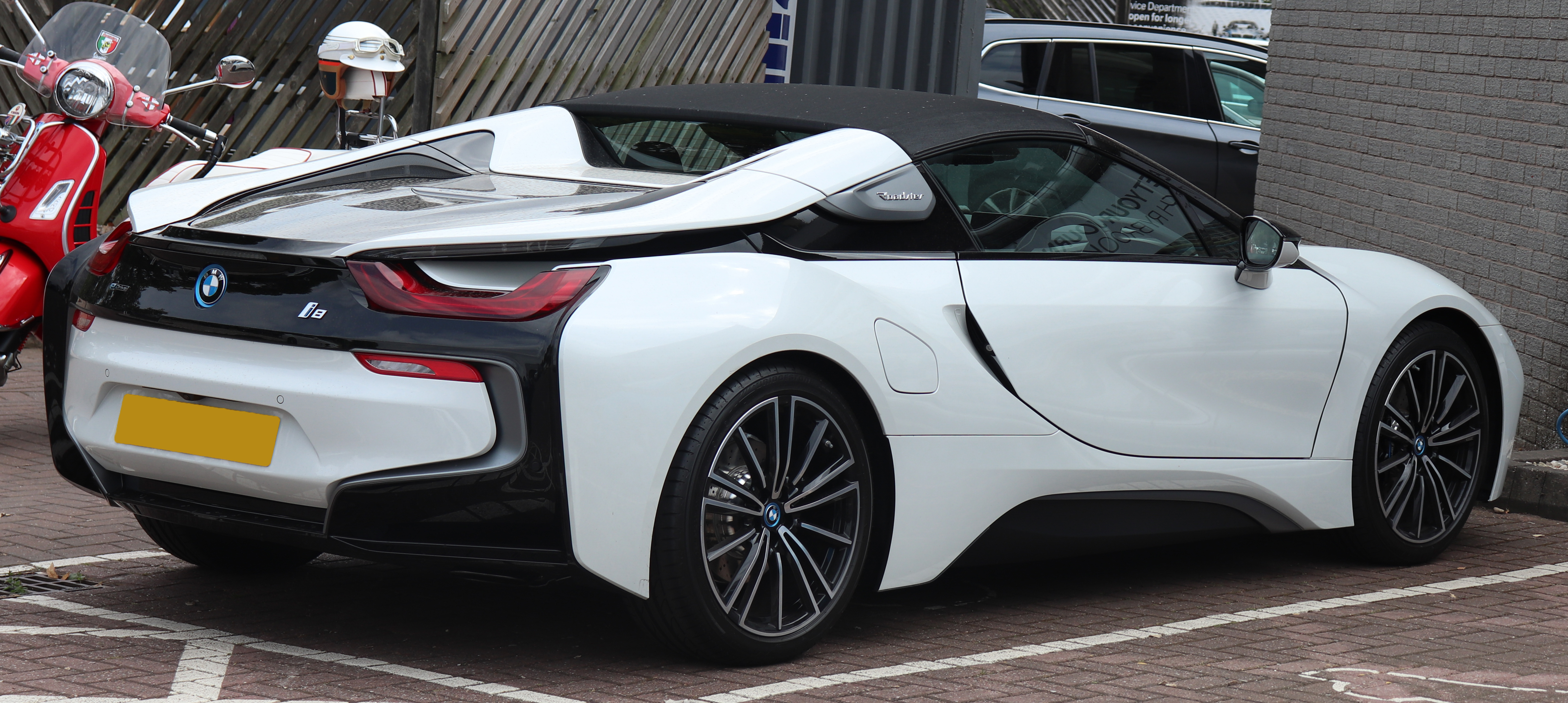
BMW i8 로드스터

BMW i8 스파이더 컨셉트는 2012 베이징 모터쇼에서 공개되었으며 2016년 10월, BMW는 i8 로드스터가 2018년에 BMW i 라인업에 추가될 것이라고 발표하였다.양산형은 2017년 말에 초연되었으며 2018년 5월에 첫 18대의 독점 초판 유닛이 배송되었다.
쿠페와 로드스터 두 모델의 배터리 셀 용량은 20Ah에서 34Ah로 증가했으며 총 에너지 함량은 11.6kWh이다. 동시에 최적화된 배터리 셀 기술을 통해 전기 모터의 최대 출력을 9kW/12hp에서 105kW/143hp로 높일 수 있었다. 이러한 개선 덕분에 BMW i8 쿠페는 4.4초 만에 정지 상태에서 100 km/h (62 mph)까지 가속할 수 있었고, i8 로드스터는 4.6초가 걸렸다. 두 모델 모두 최고 속도 250 km/h (155 mph)에 도달했다. 순수 전기 범위는 i8 쿠페의 경우 55 km (34 mi), 로드스터 모델의 경우 53 km (33 mi)로 증가했다.i8 로드스터는 좌석이 2개에 불과했고 루프는 전기 투피스 유닛으로 뒷좌석이 정상적으로 배치될 공간으로 깔끔하게 접혔다.

## 엔진
| 모델명      | 연식          | 유형/코드                               | 최고출력                            | 최대토크                        |
| ----------- | ------------- | --------------------------------------- | ----------------------------------- | ------------------------------- |
| i8          | 2014–2018     | 1,499 cc (91.5 cu in) I3 turbo B38A15T0 | 231 PS (170 kW; 228 hp) at 5800 rpm | 320 N·m (236 lb·ft) at 3700 rpm |
| i8          | 2014–2018     | 하이브리드 동기 모터                    | 131 PS (96 kW; 129 hp)              | 250 N·m (184 lb·ft) at 0 rpm    |
| i8          | 2014–2018     | 결합식                                  | 362 PS (266 kW; 357 hp)             | 570 N·m (420 lb·ft) at 3700 rpm |
| 모델명      | 연식          | 유형/코드                               | 최고출력                            | 최대토크                        |
| i8 로드스터 | 2018년~2020년 | 1,499 cc (91.5 cu in) I3 turbo B38A15T0 | 231 PS (170 kW; 228 hp) at 5800 rpm | 320 N·m (236 lb·ft) at 3700 rpm |
| i8 로드스터 | 2018년~2020년 | 하이브리드 동기 모터                    | 143 PS (105 kW; 141 hp) at 4800 rpm | 250 N·m (184 lb·ft) at 0 rpm    |
| i8 로드스터 | 2018년~2020년 | 결합식                                  | 374 PS (275 kW; 369 hp)             | 570 N·m (420 lb·ft) at 3700 rpm |

## 비디오 게임에서의 등장
- 포르자 호라이즌 4
- 아스팔트 8: 에어본
- 아스팔트 9: 레전드[9]

## 같이 보기
- BMW XM
- 혼다 NSX